# Sojuz TM-1
Sojuz-TM 1 (označení 1986-035A) byla kosmická loď vyvinutá pro pilotovaný výsadek na orbitální stanici Mir. Navržena a vyvinuta byla roku 1986 sovětskou konstrukční kanceláří „Golovnoje kontruktorskoje bjuro“ – „Головное контрукторское бюро“ (ГКБ). Celková délka činila 6,98 m za maximálního průměru 2,72 m s předpokládanou životností 14 dní autonomního let a 6 měsíců připojení ke stanici.
Bezpilotní loď odstartovala 21. května 1986, na Zem se vrátila 30. května téhož roku.